# 聖米格爾市場

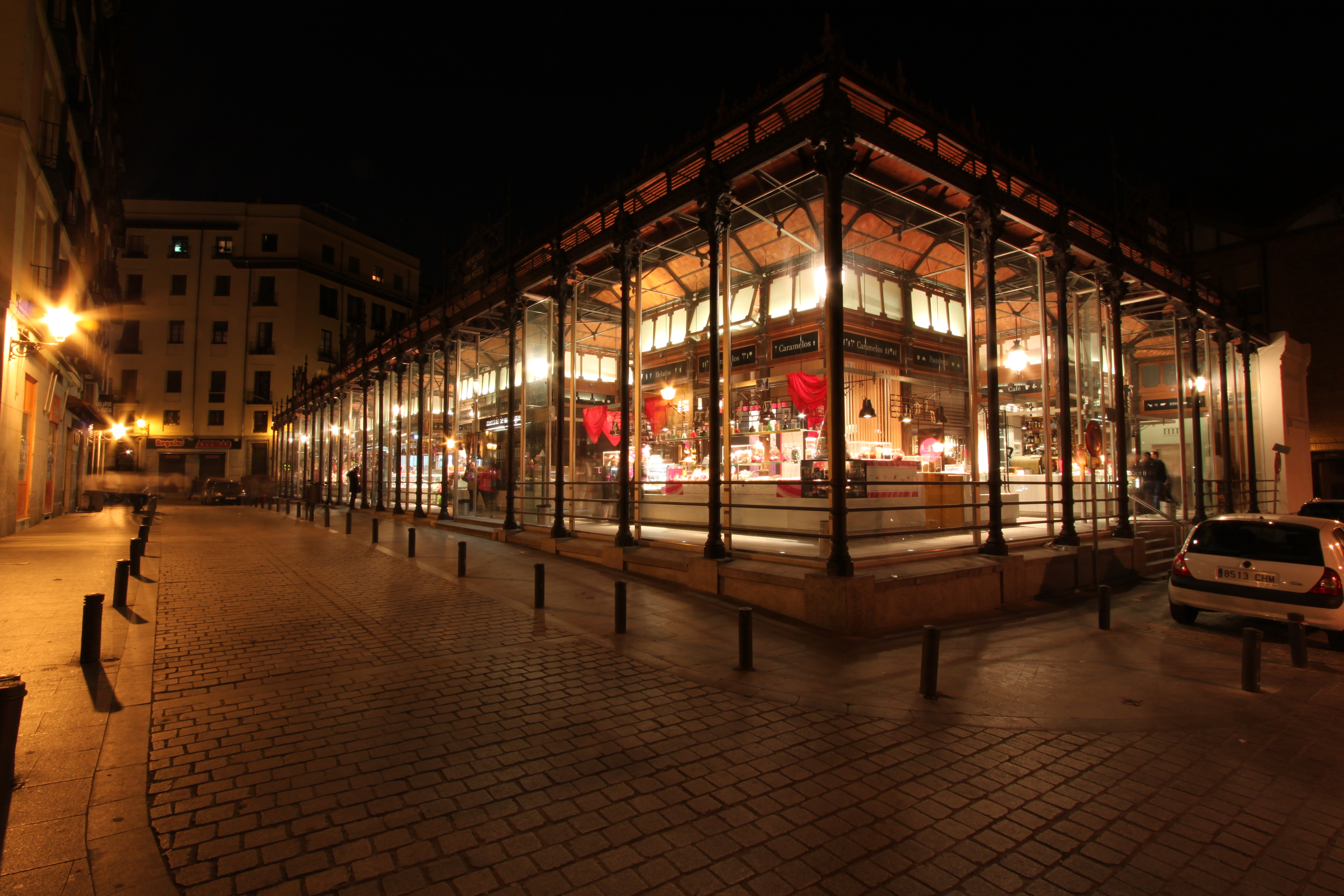
聖米格爾市場

聖米格爾市場（Mercado de San Miguel）是位於西班牙首都馬德里的一座市場，最初修建於1916年。這座市場在2003年被私人投資家購買，並在翻新建築後於2009年重新開業。由於距主廣場非常近，聖米格爾市場也是馬德里的主要觀光景點之一。